# Wing (知念里奈の曲)
「Wing」（ウイング）は、1998年4月15日にソニー・ミュージックレコーズから発売された知念里奈の5枚目のシングル。

## 解説
資生堂「ティセラ フローズンブルー」CMソング。知念は初めてオリコンチャートTOP10入りをした。2025年現在、知念の曲の中では最大のヒット作。

## 収録曲
1. Wing (4:50)
作詞：森浩美　作曲・編曲：葉山拓亮
2. My wish (4:50)
　作詞・作曲・編曲：T2ya
3. Wing (Backing Track) (4:50)

## 収録アルバム

### Wing
- オリジナル『Growing』（1998年6月10日）
- オムニバス『MAX JAPAN 5』（1998年11月21日）
- オムニバス『TV & CM ベストヒッツ'99』（1999年3月20日）
- オムニバス『20世紀BEST/アイドル・ヒストリー Vol.3』（1999年11月3日）
- ベスト『Passage 〜Best Collection〜』（2000年3月23日）
- ベスト『Rina Chinen 20th Anniversary 〜Singles & My Favorites〜』（2017年2月8日）

### My wish
- ベスト『Passage 〜Best Collection〜』（2000年3月23日）※Acoustic Version
- ベスト『Rina Chinen 20th Anniversary 〜Singles & My Favorites〜』（2017年2月8日）